# Adorjáni Endre
Adorjáni Endre (Kolozsvár, 1950. augusztus 25. –) romániai magyar szobrász.

## Élete
1969 és 1973 évei között a kolozsvári Ion Andreescu Képzőművészeti Főiskolán végezte el tanulmányait. Ezalatt a mesterei a következők voltak: Vetró Artúr, valamint Korondi Jenő. 1973 és 1975 között Gyergyóditróban, majd ezután, 1975 és 1987 között Csíkszereda városában munkálkodott, mint rajztanár. Eközben eléggé aktív módon bekapcsolódott a romániai művészeti életbe. Ezalatt nagyon sok egyéni-, valamint csoportos kiállításon egyaránt szerepelt műveivel, belföldön, és külföldön is, többek között Olaszországban, Franciaországban, Németországban, valamint Hollandiában is. 1989-ben áttelepült Magyarországra, Szekszárdon él, ahol a Pécsi Tudományegyetemhez tartozó Illyés Gyula Tanárképző Főiskolán adjunktusként dolgozik.

## Kiállításai

### Egyéni kiállítások
- 1989 – Babits Mihály Művelődési Központ, Szekszárd
- 1992 – Martonvásár – Márton Józseffel közösen

### Válogatott csoportos kiállítások
- 1991 – Dunántúli Tárlat, Somogyi Képtár, Kaposvár

## Művei

### Köztéri művei
- Meditáció – kútszobor, Szekszárd, [Garay-udvar]
- 15 stáció – Bátaszék, Kálvária-templom
- Árpád – lovasszobor, Sarkad, Szent István tér